# Artafernes (sàtrapa)
Artafernes   (Sardes, segle VI aC - Sardes, 493 aC) en grec antic Ἀρταφέρνης, era fill d'Histaspes i germà de Darios el Gran, sàtrapa de Lídia de la capital de Sardes i general persa. En la seva posició va tenir nombrosos contactes amb els grecs, i va tenir un paper important en la repressió de la revolta Jònica.
El seu germà el va nomenar sàtrapa de Lídia o Sardes cap a l'any 513 aC després de la campanya a la regió d'Escítia.
L'any 505 aC quan els atenencs van demanar la protecció dels perses contra Esparta, van enviar una ambaixada a Artafernes. El sàtrapa va respondre que només es podia concedir l'aliança si reconeixien la sobirania de Darios I.
Hípies, fill de Pisístrat, es va refugiar a Lídia i va obtenir suport per la seva causa del sàtrapa; els atenencs van enviar una ambaixada demanant la no intervenció del governador persa. Artafernes va exigir la readmissió del tirà el que va deixar clar que els atenencs no podien esperar res de Pèrsia.
El 501 aC Artafernes va confiar el comandament de 200 vaixells perses (i diners) a Aristàgores de Milet amb l'objectiu de conquerir Naxos i establir el govern dels exiliats. Com que l'expedició va fracassar, i els milesis no podien retornar les naus ni els diners, va esclatar la revolta de Jònia.
El 499 aC quan els jonis i els seus aliats espartans van avançar cap a Sardes, Artafernes, que no esperava aquest atac, es va retirar a la ciutadella, i els grecs van cremar la ciutat. Però després es van retirar, tement que un exèrcit persa vingués en ajuda del sàtrapa, que va poder tornar a la ciutat. El segon any de la revolta jònica, el 497 aC, Artafernes i Otanes van començar una ofensiva general contra les ciutats jòniques i eòliques. Cime i Clazòmenes van caure a les seves mans. Histieu de Milet va haver de fugir i Artafernes va interceptar les seves cartes a alguns perses de Sardes aliats als grecs. Els implicats van ser detinguts i executats. El rei Darios no va aprovar l'execució d'Histieu.
Es creu que va morir poc temps després, cap a l'any 493 aC, ja que no se'n parla més. El va succeir Artafernes II.